# Авен (Па де Кале)
Авен (фр. Avesnes) насеље је и општина у североисточној Француској у региону Север-Па де Кале, у департману Па де Кале која припада префектури Монреј сир Мер.
По подацима из 2011. године у општини је живело 39 становника, а густина насељености је износила 13,0 становника/km². Општина се простире на површини од 3 km². Налази се на средњој надморској висини од 141 метар (максималној 187 m, а минималној 126 m).

## Демографија
| 1962. | 1968. | 1975. | 1982. | 1990. | 1999. | 2011. |
| ----- | ----- | ----- | ----- | ----- | ----- | ----- |
| 68    | 70    | 53    | 47    | 44    | 46    | 39    |

График промене броја становника у току последњих година